# Lost Girls (álbum)
Lost Girls é o quinto álbum de estúdio da cantora e compositora inglesa Bat for Lashes. Foi lançado em 6 de setembro de 2019 através da AWAL. É o primeiro álbum de Khan desde The Bride, de 2016. O primeiro single "Kids in the Dark" foi lançado em 10 de junho de 2019.

## Conceito
Lost Girls é um álbum conceitual inspirado em Los Angeles, onde foi gravado, e nos anos 80. Em comunicado, Natasha Khan informou que o novo projeto é uma espécie de “irmã travessa mais nova” em relação ao álbum anterior e também “é um universo paralelo totalmente formado, no qual gangues de motociclistas saqueadoras percorrem nossas ruas, adolescentes beijam em capôs de carros, e uma poderosa energia feminina lança feitiços e deixa rastros para a gente seguir”. No disco, Khan assume a personalidade de Nikki Pink, uma das mulheres que habitam o universo paralelo.

## Promoção
Khan deu dicas de um lançamento para 10 de junho de 2019 no início de junho, postando vídeos curtos em suas contas de mídia social. Uma delas continha um trecho de música e um número para uma linha direta em um pôster, que, quando discado, pedia aos participantes que deixassem uma mensagem sobre uma garota perdida chamada Nikki. Khan anunciou formalmente o álbum e o lançamento do primeiro single em 10 de junho.

## Lista de faixas
| N.º            | Título             | Produtores                         | Duração |  |
| 1.             | "Kids in the Dark" | Bat for Lashes, Scott IV           | 3ː28    |  |
| 2.             | "The Hunger"       | Bat for Lashes, Scott IV           | 4ː59    |  |
| 3.             | "Feel for You"     | Bat for Lashes, Decilveo           | 3:39    |  |
| 4.             | "Desert Man"       | Bat for Lashes, Decilveo, Scott IV | 3:26    |  |
| 5.             | "Jasmine"          | Bat for Lashes, Scott IV           | 2:55    |  |
| 6.             | "Vampires"         | Bat for Lashes, Scott IV           | 3:02    |  |
| 7.             | "So Good"          | Bat for Lashes, Scott IV           | 3:33    |  |
| 8.             | "Safe Tonight"     | Bat for Lashes, Scott IV, MNEK     | 4:16    |  |
| 9.             | "Peach Sky"        | Bat for Lashes, Decilveo           | 4:34    |  |
| 10.            | "Mountains"        | Bat for Lashes, Scott IV           | 4:31    |  |
| Duração total: | Duração total:     | Duração total:                     | 38:23   |  |